# International Association for Feminist Economics
Die International Association for Feminist Economics (IAFFE) ist eine international agierende Vereinigung von Wirtschaftswissenschaftlern, Politikern, Studierenden und Aktivisten mit dem Ziel, die Situation von Frauen und anderen untervertretenen Gruppen zu verbessern. Ihr Hauptsitz ist Lincoln (Nebraska).

## Hintergrund
Die Anregung zur Gründung der IAFFE kam 1990 auf dem jährlichen Kongress der American Economic Association, als das Seminar unter dem Titel „Can Feminism Find a Home in Economics?“ regen Zulauf fand. Nach zweijährigen Konsultationen und Überlegungen gründete sich 1992 die Organisation formal. 1997 erhielt die internationale Nichtregierungsorganisation Konsultativstatus beim Wirtschafts- und Sozialrat der Vereinten Nationen. 2010 verlor die Organisation diesen Status, da sie nicht den vorgesehenen Vier-Jahres-Bericht vorgelegt hatte.
Die von einem achtköpfigen Vorstand und neun Beisitzern geleitete IAFFE vertritt zirka 400 Mitglieder. Neben Wirtschaftswissenschaftlern sind auch Wissenschaftler anderer Fachrichtungen sowie in Ausbildung befindliche Personen Mitglied. Das Erreichen der Ziele des Austauschs und der Etablierung des feministischen Blickwinkels in der Ökonomie verfolgt die IAFFE mit regelmäßigen Veranstaltungen und der Herausgabe der Zeitschrift Feminist Economics im britischen Verlag Routledge.
Die IAFFE führt eine jährliche Konferenz durch.

## Bisherige Präsidentinnen
- 1993–1995: Jean Shackelford, Bucknell University
- 1995–1997: Marianne Ferber, University of Illinois
- 1997–1999: Myra Strober, Stanford University
- 1999–2000: Barbara Bergmann, University of Maryland
- 2000–2001: Rhonda Sharp, University of South Australia
- 2001–2002: Jane Humphries, University of Oxford
- 2002–2003: Nancy Folbre, University of Massachusetts
- 2003–2004: Lourdes Beneria, Cornell University
- 2004–2005: Bina Agarwal, University of Manchester
- 2005–2006: Robin Bartlett, Denison University[8]
- 2006–2007: Edith Kuiper, State University of New York
- 2007–2008: Martha MacDonald, Saint Mary’s University Halifax
- 2008–2009: Cecilia Conrad, Pomona College
- 2009–2009: Sue Himmelweit, The Open University
- 2009–2010: Eudine Barriteau, University of the West Indies
- 2010–2011: Stephanie Seguino, University of London[9]
- 2011–2012: Rosalba Todaro, Centro de Estudios de la Mujer, Chile
- 2012–2013: Agneta Stark, Hochschule Dalarna
- 2013–2014: Yana van der Meulen Rodgers, Rutgers University
- 2014–2015: Alicia Giron, Nationale Autonome Universität von Mexiko
- 2015–2016: Şemsa Özar, Boğaziçi Üniversitesi
- 2016–2017: Joyce P. Jacobsen, Wesleyan University
- 2017–2018: Silvia Berger, Facultad Latinoamericana de Ciencias Sociales
- 2018–2019: Naila Kabeer, London School of Economics and Political Science
- 2019–2020: Cheryl Doss, Tufts University
- 2020–2021: Radhika Balakrishnan, Rutgers University
- 2021–2022: Abena Oduro, Universität von Ghana
- 2022–2023: Ipek Ilkkaracan, İstanbul Teknik Üniversitesi
- 2023–2024: Lee Badgett, University of Massachusetts Amherst